# Étranger

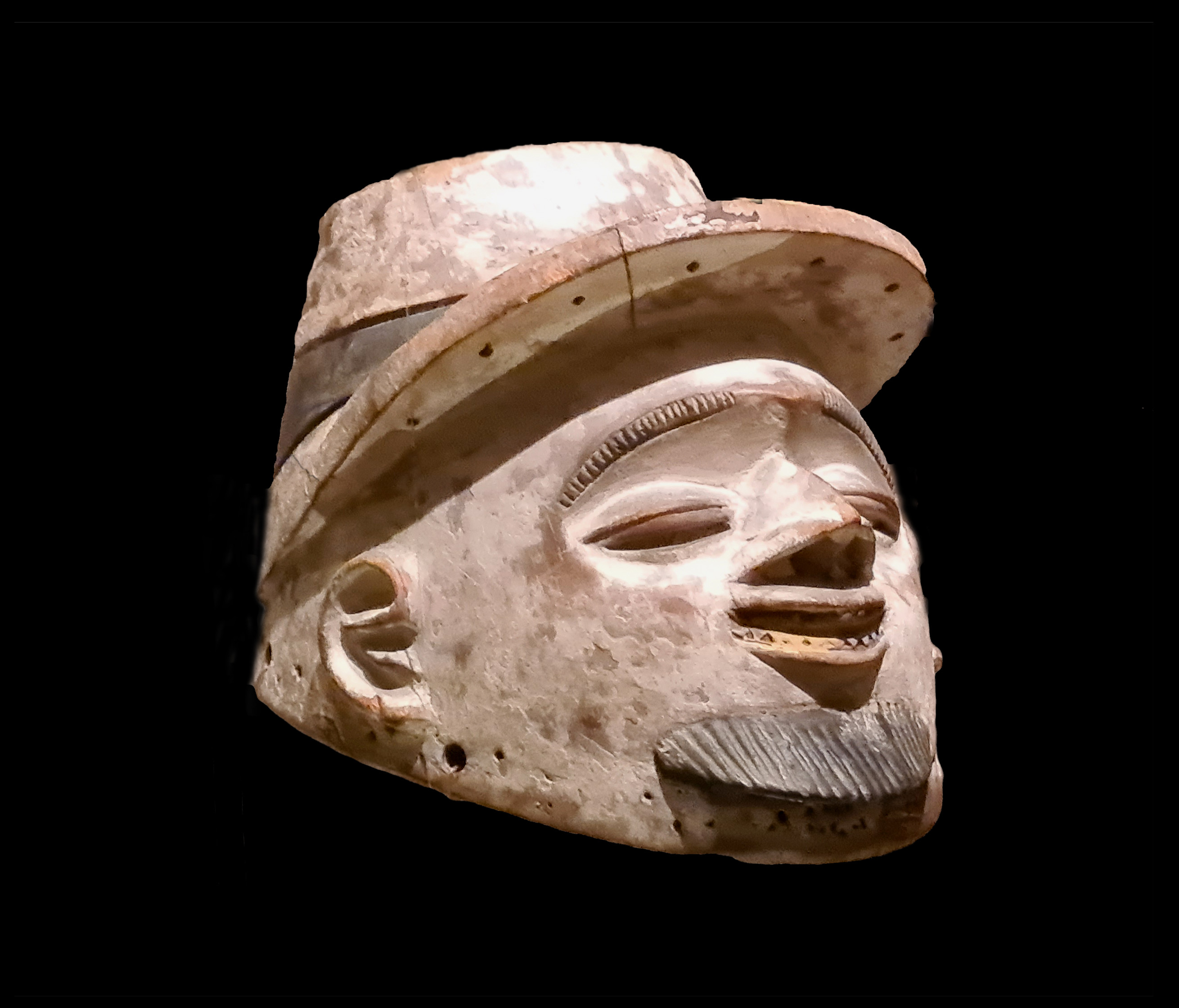
Masque Yoruba du Nigeria, en bois peint en blanc et rose, représentant un étranger, barbu et portant une casquette.

Un étranger est une personne qui n'a pas la nationalité du pays où elle se trouve au moment concerné. Cet état peut changer au cours de la vie d'un individu dans la mesure où il peut obtenir cette nationalité (par une procédure de naturalisation).
L'étranger peut aussi désigner un pays ou un ensemble de pays autre que celui dont on est citoyen.
Dans une acception moins courante, le terme plus ou moins amical d'étranger peut servir à qualifier ou à pointer une personne qui apparait comme “différente” ou “singulière”, par le fait qu'elle est perçue comme n'appartenant pas ou pas complètement au groupe familial, social, ethnique, politique, géographique, voire à une copropriété, une commune, une région, un club, une entreprise, etc.

## Étymologie
Le mot étranger vient d'étrange (du latin extraneus, « du dehors, extérieur ; qui n'est pas de la famille, du pays, étranger »), et est présent dans certains textes à partir du XIVe siècle.

## Termes connexes à bien distinguer
La notion d'étranger doit être distinguée de plusieurs notions connexes qui ne sont pas équivalentes , :
- Elle ne recouvre pas celle d'immigré puisque l'on peut être :
  - étranger sans jamais avoir migré : cas des personnes nées dans un pays, qui y vivent, mais n'en ont pas toujours la nationalité ;
  - immigré, mais pas étranger : cas des personnes qui sont nées étrangères, qui se sont installées dans un pays et ont pu en acquérir la nationalité.
- Le migrant est une personne qui quitte son pays d'origine pour venir s'installer durablement dans un pays dont elle n'a pas la nationalité. Si le terme “immigré” favorise le point de vue du pays d'accueil et le terme “émigré” celui du pays d'origine, le vocable “migrant” prend en compte l'ensemble du processus migratoire.
- Le sans-papier est une personne étrangère qui vit dans un pays sans en avoir obtenu le droit. Cette appellation indique qu'elle n'a pas de papiers l'autorisant à vivre dans ce pays (titre de séjour), mais cela ne signifie pas qu'elle soit dépourvue de papiers d'identité (carte d'identité ou passeport par exemple). Un “sans-papiers” n'est pas forcément entré clandestinement dans le pays : Il peut avoir été autorisé à entrer sur un territoire, mais ne pas avoir obtenu l'autorisation d'y rester.
- Le clandestin est une personne qui enfreint les règles relatives au droit de séjourner dans un pays et se soustrait à sa surveillance. Souvent les “sans-papiers” ne sont pas clandestins dans la mesure où leur situation est connue de l'administration du pays de séjour.
- Le demandeur d'asile est une personne qui a fui son pays parce qu'elle y a subi des persécutions ou craint d'en subir et demande protection à un pays d'accueil. L'examen de la demande (en France par l'OFPRA - Office français de protection des réfugiés et apatrides) conduit soit à la reconnaissance du statut de “réfugié”, soit au refus (demande “déboutée”).
- Le débouté est une personne demandeur d'asile dont la demande de reconnaissance du statut de “réfugié” a été rejetée. Elle devient alors, si elle refuse de quitter le territoire, un “sans-papiers” pour le pays ayant rendu cette décision.
- Le réfugié est une personne à qui un pays accorde une protection en raison des risques de persécution qu'elle encourt à cause de son appartenance à un groupe ethnique ou social, de sa religion, de sa nationalité ou de ses options politiques.

## Histoire
L'historienne Simona Cerutti, se basant sur une analyse des archives des États de Savoie au XVIIIe siècle, établit à la fois que le terme « étranger » peut très bien ne pas s'appliquer à une personne venue d'ailleurs, et qu'une personne installée depuis longtemps peut parfaitement être définie comme étrangère : c'est l'appartenance au réseau local qui en est le critère. Par exemple, l'appartenance est reconnue à celui qui participe aux institutions charitables, tandis qu’elle est refusée aux miséreux.
Les implications de cette définition ont une portée considérable : « La peur des étrangers n'était pas le sentiment éprouvé par celui qui était assiégé par une minorité inconnue et menaçante, mais plutôt la crainte diffuse d'une chute sociale qui pouvait intervenir dans tout parcours. »

## En France

Schéma explicitant les définitions des catégories Étranger, Immigré, Immigrant et Français dans le contexte français.

Au sens juridique du terme, « sont considérées comme étrangers les personnes qui n'ont pas la nationalité française, soit qu'elles aient une nationalité étrangère, soit qu'elles n'aient pas de nationalité » (article L. 111-1 du Code de l'entrée et du séjour des étrangers et du droit d'asile).
Cependant, tout citoyen européen peut voter aux élections locales des États membres de l'Union européenne :
« le droit de vote et le droit de se présenter aux élections locales et européennes dans n'importe quel État membre sous les mêmes conditions que les nationaux de cet État » (Articles 10 TUE, 20§2b et 22 TFUE). Par exemple, un Espagnol (sous réserve qu'il en remplisse les conditions) peut voter aux élections municipales de Paris.